# Семь мудрецов бамбуковой рощи (рисунок)
«Семь мудрецов бамбуковой рощи» (яп. 雪村周継筆　山水図) — роспись на вертикальном свитке, созданная японским художником и дзэн-буддийским монахом Сэссоном Сюкэем примерно в конце XVI века. Работа выполнена при помощи туши, красок и бумаги. С 2015 года произведение, переданное в дар фондом Мэри и Джексона Бёрк, находится в собрании Метрополитен-музея в Нью-Йорке.

## Предмет изображения
На рисунке изображены семь мудрецов бамбуковой рощи — группа китайских учёных, поэтов, музыкантов в III веке нашей эры в царстве Вэй и после его распада. Когда власть получила династия Цзинь, семь мудрецов почувствовали себя неуютно и были вынуждены бежать. По распространённым рассказам, группа пыталась избежать интриг и коррупции двора и собиралась в доверительной творческой атмосфере в бамбуковой роще около дома Цзи Кана в Шаньяне (сейчас провинция Хэнань). Там они обменивались своими размышлениями и работами и проводили время на природе, наслаждаясь простой жизнью. Хотя каждый из них существовал в реальности, нет полной уверенности в том, что они были связаны друг с другом и образовывали общество.
Неизвестно, когда точно появились первые картины с изображением семи мудрецов. Существуют записи о том, что в IV веке их изобразил китайский художник Тай Къуэй. В настоящее время сохранилось совсем немного произведений на эту тему авторства китайских художников и гораздо больше интерпретаций, созданных японскими авторами.
Мудрецы на свитке Сэссона Сюкэя изображены за беседой и распитием вина, весёлыми песнями и музыкой в компании женщин и детей. Общая атмосфера веселья затрагивает даже природу вокруг, ростки бамбука тоже будто бы раскачиваются в такт музыке. Подобное изображение образа семи мудрецов является отходом от классической иконографии и характеризует художника с весьма эксцентричной стороны. Тем не менее, будучи дзэнским монахом, Сэссон Сюкэй внимательно изучал традиционные религиозные и мифологические образы, изображавшиеся в живописи Китая и Японии. Тема бегства от людей и рутинной жизни (в том числе и в качестве образа мудрецов из рощи) была связана с конфуцианской философией и стала частым мотивом в творчестве художников и поэтов Китая. Такое бегство и отшельническая жизнь были предметом восхищения и поклонения. Все семеро мудрецов до бегства в рощу были людьми с превосходным образованием; при жизни в обществе они занимали высокие посты на государственной службе либо были активными учёными. Образы ставших добровольными отшельниками учёных мужей особенно привлекали представителей дзэнской живописи Японии периода Муромати и более поздних времён, одним из которых был и Сэссон Сюкэй. Обычно китайские художники изображали семерых мудрецов за занятием музыкой, в то время как японские живописцы на большинстве произведений изображали их за тихой прогулкой по роще. В этом плане свиток Сэссона Сюкэя, изображающий мудрецов за шумной гулянкой, является отходом и от китайской, и от японской традиции.

## Техника
Рисунок создавался в технике монохромной живописи тушью, кроме нескольких участков, созданных лёгкими мазками синей и зелёной краской. Более тёмные оттенки туши используются для создания скал на переднем плане рисунка. Листья и стебли бамбука выделены чёткими контурами и тщательно прорисованы. При этом одежда людей передаётся короткими и толстыми штрихами. Также обращает на себя внимание передача рукавов танцующего отшельника в виде странной конической формы; концы рукавов имеют странные резкие изгибы и словно живут своей собственной жизнью.
Свиток создавался примерно в 1550-е годы, когда Сэссон Сюкэй проживал около Камакуры. Об этом можно судить по наличию на рисунке печатей, которые в то время использовал художник. На рисунке не стоит подписей, но присутствуют две печати.